# Algatocín (kommunhuvudort)
Algatocín är en kommunhuvudort i Spanien.   Den ligger i provinsen Provincia de Málaga och regionen Andalusien, i den södra delen av landet, 400 km söder om huvudstaden Madrid. Algatocín ligger 716 meter över havet och antalet invånare är 934.
Terrängen runt Algatocín är huvudsakligen kuperad, men åt nordväst är den bergig. Runt Algatocín är det glesbefolkat, med 19 invånare per kvadratkilometer. Närmaste större samhälle är Estepona, 19,9 km sydost om Algatocín. 